# Dasychira abietis
Dasychira abietis is een vlinder uit de familie spinneruilen (Erebidae), onderfamilie donsvlinders (Lymantriinae). De wetenschappelijke naam van deze soort is voor het eerst geldig gepubliceerd in 1775 door Denis & Schiffermüller.
De soort komt voor in tropisch Afrika.